# Ruediger Dahlke
Ruediger Dahlke (* 25. července 1951 Berlín) je německý lékař a ezoterik, který je aktivní v oblasti psychosomatické medicíny.

## Biografie
Kromě práce psychoterapeuta se věnuje psaní knih a pořádání seminářů. V roce 2012 založil se svou partnerkou poblíž rakouského Grazu léčebně-vzdělávací centrum TamanGa, kde nyní žije. Je zastáncem veganské stravy. Napsal více než 40 knih, které byly přeloženy do 27 jazyků; mezi zásadní patří Nemoc jako řeč duše, Nemoc jako symbol či Princip stínu. Český překlad jeho knih vydává od roku 2014 nakladatelství Cpress. Ve svých knihách si všímá souvislostí mezi tělem a duší, psychikou a nemocí.

## Literární dílo
- Princip stínu

Podle učení Carla Gustava Junga je stínem naše podvědomí. Je to ta osobnost, jíž bychom nejraději nebyli, ale kterou se nakonec stát musíme, chceme-li být celiství. Svůj stín, tedy svou „temnou stránku“, prociťujeme velmi ambivalentně: je nám protivná, ale zároveň nás fascinuje. Práce se stínem slouží k tomu, abychom se stali vědomými, a je tedy v pravém slova smyslu prací se světlem. Stín je vlastně naším pokladem, obohacuje nás tak jako máloco jiného. Vycházeje ze zákona osudu a pravidel hry života, odpovídá nejdůležitějšímu zákonu: zákonu polarity. Můžeme jej projektovat na druhé – anebo můžeme s jeho pomocí a spolu s ním osobnostně růst. Ruediger Dahlke nám ukazuje, jak svůj stín vypátrat a jak se s ním konfrontovat, abychom ho nakonec mohli přijmout, integrovat do své osobnosti, a možná dokonce i začít milovat. Ten, kdo se pustí do práce na svém stínu, jak je představena v knize, se stane otevřenějším, laskavějším a tolerantnějším – vůči sobě i vůči jiným.
- Nemoc jako symbol

Autor v této knize předává návody, jak si sami pomoci, jak se vyrovnat s vlastními nevyřešenými problémy a úkoly, které musíte zvládnout, abyste současně zvládli svou chorobu. Pokud chceme nemoc pochopit jako smysluplnou reakci našeho těla, kterou lidská duše reaguje na neřešené konflikty a převádí je do vědomí, musíme pochopit symbolické významy příznaků nemoci. Přijmout je jako poselství. V této příručce lze nalézt přes 400 klinických obrazů nemocí, potíží a zdravotních problémů, a více než 1000 jejich příznaků.
- Nemoc jako řeč duše

Autor zde vkládá čtenáři do rukou prostředek k porozumění řeči vlastního těla, k výkladu vlastních symptomů i k navázání vztahu s duševními příčinami nemoci. Tato kniha obsahuje velké množství chorobopisů. Ruediger Dahlke přispívá k novému chápání nemoci jako psychosomatického procesu. Nemoc se naučíte vnímat jako příležitost, jak uvést tělo a duši opět do harmonie a jak je v harmonickém vztahu také udržet. Symptomy pojmete jako smysluplný odkaz a jako učební látku, a nebudete mít důvod snažit se příznaky chorob sprovodit ze světa.

## Kritika
V roce 2013 získal anticenu "Das Goldene Brett" (Zlaté prkno) německé skeptické organizace GWUP (Gesellschaft zur wissenschaftlichen Untersuchung von Parawissenschaften).
V roce 2017 publikoval Český klub skeptiků Sisyfos článek o psychosomatické medicíně, ve kterém Dahlkeho přístup odmítá jako "naprosto šílený".